# 27 de fevereiro nos Jogos Olímpicos de Inverno de 2010
O dia 27 de fevereiro foi o décimo sexto dia de competições dos Jogos Olímpicos de Inverno de 2010. Neste dia foram disputadas competições de sete esportes, sete finais e foi realizada a apresentação de gala da patinação artística. Foi o último dia de competições do bobsleigh, do curling, do esqui alpino, da patinação de velocidade e do snowboard.

## Esportes
| - Bobsleigh - Curling - Esqui alpino - Esqui cross-country | - Hóquei no gelo - Patinação artística - Patinação de velocidade - Snowboard |

## Campeões do dia
Esses foram os "campeões" (medalhistas de ouro) do dia:
| Medalhas de Ouro        | Medalhas de Ouro                  | Medalhas de Ouro                                                                    | Medalhas de Ouro   | Medalhas de Ouro |
| Modalidades             | Categoria                         | Atleta (s)                                                                          | País               | Ref.             |
| ----------------------- | --------------------------------- | ----------------------------------------------------------------------------------- | ------------------ | ---------------- |
| Bobsleigh               | Equipes masculinas                | Steven Holcomb Steve Mesler Curtis Tomasevicz Justin Olsen                          | USA Estados Unidos |                  |
| Curling                 | Masculino                         | Kevin Martin John Morris Marc Kennedy Ben Hebert Adam Enright                       | CAN Canadá         |                  |
| Esqui alpino            | Slalom masculino                  | Giuliano Razzoli                                                                    | ITA Itália         |                  |
| Esqui cross-country     | Largada coletiva feminina         | Justyna Kowalczyk                                                                   | AUT Áustria        |                  |
| Patinação de velocidade | Perseguição por equipes masculino | Mathieu Giroux Lucas Makowsky Denny Morrison                                        | CAN Canadá         |                  |
| Patinação de velocidade | Perseguição por equipes feminino  | Daniela Anschutz Thoms Stephanie Beckert Anna Friesinger-Postma Katrin Mattscherodt | GER Alemanha       |                  |
| Snowboard               | Slalom gigante paralelo masculino | Jasey Jay Anderson                                                                  | CAN Canadá         |                  |

## Líderes do quadro de medalhas ao final do dia 27
País sede destacado. Ver quadro completo.
| Ordem | País               | Medalha de ouro | Medalha de prata | Medalha de bronze |    |
| ----- | ------------------ | --------------- | ---------------- | ----------------- | -- |
| 1     | CAN Canadá         | 13              | 7                | 5                 | 25 |
| 2     | GER Alemanha       | 10              | 12               | 7                 | 29 |
| 3     | USA Estados Unidos | 9               | 14               | 13                | 36 |
| 4     | NOR Noruega        | 8               | 8                | 6                 | 22 |
| 5     | KOR Coreia do Sul  | 6               | 6                | 2                 | 14 |